# 中村恵吾
中村 恵吾（なかむら けいご、1989年3月23日 - ）は、山口県山陽小野田市出身の元プロ野球選手（投手）、コーチ。右投右打。NPBでは育成選手であった。

## 経歴

### プロ入り前
宇部鴻城高校を経て、神奈川大学に進学。高校時代には、3年時に主将を務めたが、春夏とも全国大会に出場できなかった。大学時代にも、ケガの影響で神奈川大学リーグ公式戦への登板が1試合にとどまった。
大学4年生の秋には、リーグ戦へのベンチ登録を果たせなかった。しかし、野球を諦められなかったことから、独立リーグであるBCリーグのトライアウトを受験。その結果、トライアウト後の2012年ドラフト会議で、富山サンダーバーズからの指名を受けて入団に至った。

### BCリーグ・富山時代
2013年には、リーグ戦12試合に登板。しかし、ストレートが最速で132km/hにとどまったため、シーズン終了後には肉体改造に励んだ。その結果、球速が142km/hにまで上昇。2014年には、セットアッパーとしてリーグ戦34試合に登板した。
2014年10月23日のプロ野球育成ドラフト会議で、福岡ソフトバンクホークスから8巡目指名。（支配下登録選手を含めた）ドラフト会議全体で最後（104人目）の指名であったが、支度金300万円、年俸400万円（金額は推定）という条件で、育成選手として入団した。

### ソフトバンク時代
2015年には、ウエスタン・リーグ公式戦4試合に登板。通算投球イニング3回2/3で、0勝0敗、防御率7.36という成績を残したほか、二軍のリーグ4連覇で迎えたファーム日本選手権にも招集された。三軍戦では中継ぎ投手としてチーム最多の23試合に登板したが、支配下選手契約への移行や一軍昇格には至らず、10月4日に球団から戦力外通告を受けた。

### ソフトバンク退団後
2015年11月10日には、打者3人に対するシートバッティング形式の12球団合同トライアウト（草薙球場）に参加。打者1人を抑える一方で、自身と同じソフトバンクの育成選手だった白根尚貴に中前安打を浴びるなど、1死球1被安打という内容で終了した。その後、NPB・BCリーグを含めたプロ野球他球団への移籍には至らなかったが、富山時代の後輩がシンセリティ（埼玉県加須市の特殊清掃・中古自転車回収会社）へ入社したことを受けて、同年12月1日付で正社員として同社に採用された。
シンセリティでは、2016年に日本野球連盟へ加盟することや、社員を野球選手としてNPBの加盟球団へ送り出すことを視野に2015年11月から硬式野球部のシンセリティー硬式野球クラブ（現：GOOD・JOB硬式野球部）を創設。中村は、営業部員として社業に就くかたわら、前述の後輩とともに同チームの創設メンバーになった。2016年からは、都市対抗野球大会への出場やNPBへの復帰を目標に、硬式野球部でプレーを続ける。

### BCリーグへの復帰
2016年12月2日、来年度よりBCリーグに参加する栃木ゴールデンブレーブスに入団することが発表された。
2018年10月11日、30歳を節目に現役を引退。

### 現役引退後
2020年、エイジェック女子硬式野球部のコーチに就任し、2021年に退任。

## プレースタイル・人物
投球フォームはサイドスロー。直球の最速は独立リーグ時代で142km/h。変化球の持ち球はスライダー、スプリットなど。
ソフトバンクからの戦力外通告後には、『バース・デイ』（TBSテレビ）の取材クルーが、「1年でクビ宣告を受けたプロ野球選手 中村恵吾」という企画で中村への密着取材を敢行。2016年1月9日には、その模様がTBSで放送された。中村自身は、この取材の中で、「育成選手は派遣社員（のような存在）だと思う」と述懐している。

## 詳細情報

### 年度別投手成績
- 一軍公式戦出場なし

### 独立リーグでの投手成績
| 年 度     | 球 団     | 登 板 | 勝 利 | 敗 戦 | セ 丨 ブ | 完 投 | 勝 率 | 投 球 回 | 打 者 | 被 安 打 | 被 本 塁 打 | 奪 三 振 | 与 四 球 | 与 死 球 | 失 点 | 自 責 点 | 暴 投 | ボ 丨 ク | 防 御 率 | W H I P |
| --------- | --------- | ----- | ----- | ----- | -------- | ----- | ----- | -------- | ----- | -------- | ----------- | -------- | -------- | -------- | ----- | -------- | ----- | -------- | -------- | ------- |
| 2013      | 富山      | 12    | 0     | 0     | 0        | 0     | ----  | 14.0     | 73    | 15       | 1           | 7        | 9        | 8        | 14    | 14       | 1     | 0        | 9.00     | 1.71    |
| 2014      | 富山      | 34    | 1     | 1     | 1        | 0     | .500  | 34.2     | 157   | 36       | 4           | 15       | 13       | 9        | 21    | 16       | 5     | 0        | 4.28     | 1.43    |
| 2017      | 栃木      | 24    | 5     | 4     | 0        | 0     | .556  | 68.0     | 300   | 78       | 4           | 51       | 20       | 5        | 34    | 26       | 6     | 0        | 3.44     | 1.44    |
| 2018      | 栃木      | 36    | 2     | 6     | 0        | 0     | .250  | 56.1     | 263   | 66       | 8           | 43       | 22       | 6        | 39    | 32       | 3     | 0        | 5.11     | 1.57    |
| 通算：4年 | 通算：4年 | 106   | 8     | 11    | 1        | 0     | .421  | 173.0    | 793   | 195      | 17          | 116      | 64       | 28       | 108   | 88       | 15    | 0        | 4.58     | 1.50    |

### 背番号
- 12 （2013年 - 2014年）
- 136 （2015年）
- 17 （2017年 - 2018年）